# Česko na Zimních olympijských hrách 2002
Česko na Zimních olympijských hrách 2002 v americkém Salt Lake City reprezentovalo 78 sportovců ve 13 sportech. Nejúspěšnějším českým závodníkem byl akrobatický lyžař Aleš Valenta, který získal zlatou medaili v akrobatických skocích díky výjimečnému prvku – trojnému saltu s pěti vruty. Běžkyně na lyžích Kateřina Neumannová vybojovala na svých čtvrtých olympijských hrách dvě stříbrné medaile. V první desítce se v individuálních závodech dále umístil alpský lyžař Stanley Hayer a běžci na lyžích Lukáš Bauer (ve dvou závodech) a Martin Koukal, ve dvojicích potom krasobruslařský pár. Se třemi cennými kovy se Česká republika umístila na 16. místě v pořadí národů.
Nejmladším českým účastníkem ZOH 2002 byl skokan na lyžích Jan Mazoch (16 let), nejstarším lední hokejista Dominik Hašek (37 let).

## Medailové pozice
| Medaile | Jméno               | Sport                | Disciplína                  | Datum          |
| ------- | ------------------- | -------------------- | --------------------------- | -------------- |
| Zlato   | Aleš Valenta        | akrobatické lyžování | Muži – akrobatické skoky    | 19. února 2002 |
| Stříbro | Kateřina Neumannová | běh na lyžích        | Ženy – 15 km volně          | 9. února 2002  |
| Stříbro | Kateřina Neumannová | běh na lyžích        | Ženy – 2×5 km stíhací závod | 15. února 2002 |

## Přehled sportovců
Počet českých sportovců startujících v jednotlivých olympijských sportech.
| Sport                | Muži | Ženy | Celkem |
| -------------------- | ---- | ---- | ------ |
| Akrobatické lyžování | 1    | 1    | 2      |
| Alpské lyžování      | 5    | 4    | 9      |
| Běh na lyžích        | 5    | 5    | 10     |
| Biatlon              | 5    | 5    | 10     |
| Boby                 | 6    | 0    | 6      |
| Krasobruslení        | 2    | 2    | 4      |
| Lední hokej          | 23   | 0    | 23     |
| Rychlobruslení       | 1    | 0    | 1      |
| Saně                 | 1    | 1    | 2      |
| Severská kombinace   | 5    | 0    | 5      |
| Short track          | 0    | 1    | 1      |
| Skeleton             | 1    | 0    | 1      |
| Skoky na lyžích      | 4    | 0    | 4      |
| Celkem               | 59   | 19   | 78     |

Čeští sportovci se nenominovali do závodů a soutěží v curlingu a snowboardingu.

## Jednotlivé sporty

### Akrobatické lyžování
| Jméno        | Disciplína        | Kvalifikace | Kvalifikace | Finále | Finále        |
| Jméno        | Disciplína        | Body        | Pořadí      | Body   | Pořadí        |
| ------------ | ----------------- | ----------- | ----------- | ------ | ------------- |
| Aleš Valenta | akrobatické skoky | 234,51      | 8.          | 257,02 | Zlatá medaile |

| Jméno         | Disciplína      | Kvalifikace | Kvalifikace | Finále       | Finále |
| Jméno         | Disciplína      | Body        | Pořadí      | Body         | Pořadí |
| ------------- | --------------- | ----------- | ----------- | ------------ | ------ |
| Nikola Sudová | jízda v boulích | 21,49       | 19.         | nepostoupila | 19.    |

### Alpské lyžování
| Jméno          | Disciplína       | 1. jízda | Pořadí | 2. jízda | Kombinace | Kombinace | Kombinace | Kombinace | Celk. čas | Pořadí |
| Jméno          | Disciplína       | 1. jízda | Pořadí | 2. jízda | Sjezd     | Pořadí    | Slalom 1  | Slalom 2  | Celk. čas | Pořadí |
| -------------- | ---------------- | -------- | ------ | -------- | --------- | --------- | --------- | --------- | --------- | ------ |
| Ondřej Bank    | slalom           | 52,37    | 27.    | DNF      |           |           |           |           |           |        |
| Ondřej Bank    | obří slalom      | DNF      |        |          |           |           |           |           |           |        |
| Ondřej Bank    | superobří slalom |          |        |          |           |           |           |           | DNS       |        |
| Ondřej Bank    | sjezd            |          |        |          |           |           |           |           | 1:43,33   | 39.    |
| Ondřej Bank    | kombinace        |          |        |          | 1:42,71   | 26.       | 48,25     | DNF       |           |        |
| Stanley Hayer  | slalom           | 51,97    | 25.    | 54,15    |           |           |           |           | 1:46,12   | 15.    |
| Stanley Hayer  | obří slalom      | 1:14,69  | 30.    | 1:13,14  |           |           |           |           | 2:27,83   | 25.    |
| Stanley Hayer  | kombinace        |          |        |          | 1:45,30   | 37.       | 47,15     | 51,99     | 3:24,44   | 10.    |
| Jan Holický    | slalom           | DNF      |        |          |           |           |           |           |           |        |
| Jan Holický    | sjezd            |          |        |          |           |           |           |           | 1:45,49   | 46.    |
| Jan Holický    | kombinace        |          |        |          | 1:42,85   | 28.       | 50,82     | 57,48     | 3:31,15   | 20.    |
| Petr Záhrobský | obří slalom      | 1:15,82  | 40.    | 1:14,14  |           |           |           |           | 2:29,96   | 31.    |
| Petr Záhrobský | superobří slalom |          |        |          |           |           |           |           | 1:25,67   | 24.    |
| Borek Zakouřil | slalom           | DNS      |        |          |           |           |           |           |           |        |
| Borek Zakouřil | obří slalom      | 1:15,56  | 36.    | DNF      |           |           |           |           |           |        |
| Borek Zakouřil | superobří slalom |          |        |          |           |           |           |           | DNF       |        |
| Borek Zakouřil | sjezd            |          |        |          |           |           |           |           | 1:43,63   | 40.    |
| Borek Zakouřil | kombinace        |          |        |          | 1:41,64   | 18.       | 49,52     | 54,04     | 3:25,20   | 12.    |

| Jméno                | Disciplína       | 1. jízda | Pořadí | 2. jízda | Kombinace | Kombinace | Kombinace | Kombinace | Celk. čas | Pořadí |
| Jméno                | Disciplína       | 1. jízda | Pořadí | 2. jízda | Slalom 1  | Slalom 2  | Pořadí    | Sjezd     | Celk. čas | Pořadí |
| -------------------- | ---------------- | -------- | ------ | -------- | --------- | --------- | --------- | --------- | --------- | ------ |
| Lucie Hrstková       | slalom           | DNF      |        |          |           |           |           |           |           |        |
| Lucie Hrstková       | obří slalom      | 1:18,87  | 27.    | DNF      |           |           |           |           |           |        |
| Lucie Hrstková       | superobří slalom |          |        |          |           |           |           |           | 1:16,56   | 25.    |
| Lucie Hrstková       | kombinace        |          |        |          | DNF       |           |           |           |           |        |
| Eva Kurfürstová      | slalom           | 56,79    | 29.    | 57,40    |           |           |           |           | 1:54,19   | 21.    |
| Eva Kurfürstová      | obří slalom      | 1:18,92  | 28.    | 1:17,28  |           |           |           |           | 2:36,20   | 23.    |
| Gabriela Martinovová | sjezd            |          |        |          |           |           |           |           | 1:44,25   | 30.    |
| Gabriela Martinovová | superobří slalom |          |        |          |           |           |           |           | DNF       |        |
| Gabriela Martinovová | kombinace        |          |        |          | 50,78     | 48,71     | 26.       | 1:19,17   | 2:58,66   | 23.    |
| Petra Zakouřilová    | slalom           | 56,22    | 26.    | DNF      |           |           |           |           |           |        |
| Petra Zakouřilová    | obří slalom      | 1:19,07  | 31.    | 1:17,76  |           |           |           |           | 2:36,83   | 27.    |
| Petra Zakouřilová    | kombinace        |          |        |          | 47,35     | 44,58     | 11.       | 1:19,90   | 2:51,83   | 16.    |

### Běh na lyžích
| Jméno                                           | Disciplína          | Čas 1 | Pořadí | Start | Čas 2   | Pořadí | Celk. čas | Pořadí |
| ----------------------------------------------- | ------------------- | ----- | ------ | ----- | ------- | ------ | --------- | ------ |
| Lukáš Bauer                                     | 2×10 km stíh. závod | 27:03 | 21.    | +0:56 | 23:20,3 | 5.     | 50:23,3   | 12.    |
| Lukáš Bauer                                     | 30 km volně         |       |        |       |         |        | 1:12:22,3 | 6.     |
| Lukáš Bauer                                     | 50 km klasicky      |       |        |       |         |        | 2:10:41,9 | 8.     |
| Martin Koukal                                   | 2×10 km stíh. závod | 28:26 | 51.    | +2:19 | 23:58,8 | 31.    | 52:24,8   | 44.    |
| Martin Koukal                                   | 30 km volně         |       |        |       |         |        | 1:14:25,9 | 20.    |
| Jiří Magál                                      | 15 km klasicky      |       |        |       |         |        | 39:48,6   | 29.    |
| Jiří Magál                                      | 30 km volně         |       |        |       |         |        | 1:17:18,3 | 43.    |
| Jiří Magál                                      | 50 km klasicky      |       |        |       |         |        | 2:15:06,8 | 19.    |
| Petr Michl                                      | 15 km klasicky      |       |        |       |         |        | 40:00,2   | 34.    |
| Petr Michl                                      | 30 km volně         |       |        |       |         |        | 1:14:40,0 | 24.    |
| Petr Michl                                      | 50 km klasicky      |       |        |       |         |        | 2:23:43,3 | 42.    |
| Milan Šperl                                     | 15 km klasicky      |       |        |       |         |        | 41:16,7   | 45.    |
| Milan Šperl                                     | 2×10 km stíh. závod | 29:04 | 57.    | +2:57 | 24:36,7 | 46.    | 50:23,3   | 52.    |
| Milan Šperl                                     | 50 km klasicky      |       |        |       |         |        | 2:28:28,8 | 49.    |
| Martin Koukal Jiří Magál Lukáš Bauer Petr Michl | štafeta 4×10 km     |       |        |       |         |        | 1:35:31,3 | 7.     |

| Jméno                                                                  | Disciplína         | Čas 1 | Pořadí | Start        | Čas 2        | Pořadí       | Celk. čas    | Pořadí           |
| ---------------------------------------------------------------------- | ------------------ | ----- | ------ | ------------ | ------------ | ------------ | ------------ | ---------------- |
| Helena Balatková                                                       | 2×5 km stíh. závod | 14:20 | 41.    | +1:21        | 12:45,8      | 42.          | 27:05,8      | 42.              |
| Helena Balatková                                                       | 15 km volně        |       |        |              |              |              | 44:17,8      | 41.              |
| Ilona Bublová                                                          | 10 km klasicky     |       |        |              |              |              | 32:32,8      | 49.              |
| Ilona Bublová                                                          | 15 km volně        |       |        |              |              |              | 47:31,8      | 51.              |
| Kateřina Hanušová                                                      | 2×5 km stíh. závod | 14:55 | 62.    | nepostoupila | nepostoupila | nepostoupila | nepostoupila | 62.              |
| Kateřina Hanušová                                                      | 15 km volně        |       |        |              |              |              | 42:15,7      | 20.              |
| Kateřina Hanušová                                                      | 30 km klasicky     |       |        |              |              |              | 1:48:52,6    | 40.              |
| Kateřina Neumannová                                                    | 2×5 km stíh. závod | 13:27 | 6.     | +0:28        | 11:43,0      | 3.           | 25:10,0      | Stříbrná medaile |
| Kateřina Neumannová                                                    | 15 km volně        |       |        |              |              |              | 40:01,3      | Stříbrná medaile |
| Kamila Rajdlová                                                        | 2×5 km stíh. závod | 14:11 | 32.    | +1:12        | 12:58,6      | 46.          | 27:09,6      | 45.              |
| Kamila Rajdlová                                                        | 10 km klasicky     |       |        |              |              |              | 30:17,9      | 26.              |
| Kamila Rajdlová                                                        | 30 km klasicky     |       |        |              |              |              | 1:41:57,7    | 27.              |
| Helena Balatková Kamila Rajdlová Kateřina Neumannová Kateřina Hanušová | štafeta 4×5 km     |       |        |              |              |              | 50:35,2      | 4.               |

| Jméno               | Disciplína | Kvalifikace | Pořadí | Čtvrtfinále  | Pořadí v jízdě | Semifinále   | Pořadí v jízdě | Finále       | Pořadí |
| ------------------- | ---------- | ----------- | ------ | ------------ | -------------- | ------------ | -------------- | ------------ | ------ |
| Martin Koukal       | muži       | 2:52,09     | 8.     | 3:02,6       | 3.             | nepostoupil  | nepostoupil    | nepostoupil  | 10.    |
| Helena Balatková    | ženy       | 3:29,23     | 42.    | nepostoupila | nepostoupila   | nepostoupila | nepostoupila   | nepostoupila | 42.    |
| Ilona Bublová       | ženy       | 3:29,35     | 43.    | nepostoupila | nepostoupila   | nepostoupila | nepostoupila   | nepostoupila | 43.    |
| Kateřina Neumannová | ženy       | 3:12,76     | 1.     | 3:18,9       | 4.             | nepostoupila | nepostoupila   | nepostoupila | 13.    |

### Biatlon
| Jméno                                               | Disciplína          | Start | Pořadí | Čas       | Chyby | Pořadí |
| --------------------------------------------------- | ------------------- | ----- | ------ | --------- | ----- | ------ |
| Roman Dostál                                        | sprint 10 km        |       |        | 27:04,9   | 2 TK  | 34.    |
| Roman Dostál                                        | stíh. závod 12,5 km | +2:14 | 34.    | 37:26,8   | 6 TK  | 44.    |
| Roman Dostál                                        | vytrvalostní 20 km  |       |        | 56:19,6   | 4 TM  | 35.    |
| Petr Garabík                                        | sprint 10 km        |       |        | 27:30,9   | 2 TK  | 47.    |
| Petr Garabík                                        | stíh. závod 12,5 km | +2:40 | 47.    | DNS       | DNS   |        |
| Petr Garabík                                        | vytrvalostní 20 km  |       |        | 55:12,2   | 2 TM  | 25.    |
| Tomáš Holubec                                       | sprint 10 km        |       |        | 27:01,8   | 1 TK  | 32.    |
| Tomáš Holubec                                       | stíh. závod 12,5 km | +2:11 | 32.    | 37:31,1   | 6 TK  | 45.    |
| Ivan Masařík                                        | vytrvalostní 20 km  |       |        | 56:40,6   | 3 TM  | 42.    |
| Zdeněk Vítek                                        | sprint 10 km        |       |        | 26:14,0   | 1 TK  | 14.    |
| Zdeněk Vítek                                        | stíh. závod 12,5 km | +1:23 | 14.    | 34:21,0   | 3 TK  | 17.    |
| Zdeněk Vítek                                        | vytrvalostní 20 km  |       |        | 58:07,9   | 6 TM  | 57.    |
| Petr Garabík Ivan Masařík Roman Dostál Zdeněk Vítek | štafeta 4×7,5 km    |       |        | 1:26:36,1 | 0 TK  | 5.     |

| Jméno                                                         | Disciplína         | Start | Pořadí | Čas       | Chyby | Pořadí |
| ------------------------------------------------------------- | ------------------ | ----- | ------ | --------- | ----- | ------ |
| Irena Česneková                                               | sprint 7,5 km      |       |        | 22:33,5   | 0 TK  | 22.    |
| Irena Česneková                                               | stíh. závod 10 km  | +1:52 | 22.    | 34:41,7   | 3 TK  | 31.    |
| Irena Česneková                                               | vytrvalostní 15 km |       |        | 51:28,0   | 2 TM  | 28.    |
| Eva Háková                                                    | sprint 7,5 km      |       |        | 23:09,4   | 1 TK  | 34.    |
| Eva Háková                                                    | stíh. závod 10 km  | +2:28 | 34.    | 34:20,1   | 2 TK  | 25.    |
| Eva Háková                                                    | vytrvalostní 15 km |       |        | 52:11,0   | 3 TM  | 35.    |
| Kateřina Losmanová                                            | sprint 7,5 km      |       |        | 23:14,6   | 2 TK  | 39.    |
| Kateřina Losmanová                                            | stíh. závod 10 km  | +2:33 | 39.    | 34:04,7   | 2 TK  | 22.    |
| Kateřina Losmanová                                            | vytrvalostní 15 km |       |        | 50:42,0   | 3 TM  | 19.    |
| Magda Rezlerová                                               | sprint 7,5 km      |       |        | 23:05,0   | 2 TK  | 32.    |
| Magda Rezlerová                                               | stíh. závod 10 km  | +2:24 | 32.    | 35:02,9   | 4 TK  | 34.    |
| Zdeňka Vejnarová                                              | vytrvalostní 15 km |       |        | 50:54,7   | 1 TM  | 23.    |
| Kateřina Losmanová Magda Rezlerová Irena Česneková Eva Háková | štafeta 4×7,5 km   |       |        | 1:31:07,6 | 0 TK  | 8.     |

### Boby
| Jméno                                                 | Disciplína | 1. jízda | Pořadí | 2. jízda | Pořadí | 3. jízda | Pořadí | 4. jízda | Celkem  | Pořadí |
| ----------------------------------------------------- | ---------- | -------- | ------ | -------- | ------ | -------- | ------ | -------- | ------- | ------ |
| Ivo Danilevič Roman Gomola                            | dvojbob    | 48,19    | 15.    | 48,28    | 17.    | 48,35    | 18.    | 48,26    | 3:13,08 | 16.    |
| Pavel Puškár Jan Kobián                               | dvojbob    | 48,22    | 16.    | 48,03    | 13.    | 48,35    | 16.    | 48,50    | 3:13,10 | 19.    |
| Pavel Puškár Milan Studnička Peter Kondrát Jan Kobián | čtyřbob    | 47,23    | 19.    | 47,17    | 18.    | 47,58    | 15.    | 47,95    | 3:09,93 | 15.    |

### Krasobruslení
| Jméno                           | Krátký program | Pořadí | Volná jízda | Celkem | Pořadí |
| ------------------------------- | -------------- | ------ | ----------- | ------ | ------ |
| Kateřina Beránková Otto Dlabola | 3,5            | 7.     | 8,0         | 11,5   | 8.     |

| Jméno                           | Povinný tanec 1 | Pořadí | Povinný tanec 2 | Pořadí | Původní tanec | Pořadí | Volný tanec | Celkem | Pořadí |
| ------------------------------- | --------------- | ------ | --------------- | ------ | ------------- | ------ | ----------- | ------ | ------ |
| Kateřina Kovalová David Szurman | 4,2             | 21.    | 4,2             | 21.    | 12,0          | 20.    | 20,0        | 40,4   | 20.    |

### Lední hokej
| Fáze          | Soupeř  | Výsledek | Body | Pořadí |
| ------------- | ------- | -------- | ---- | ------ |
| zákl. skupina | Německo | 8:2      | 2    |        |
| zákl. skupina | Švédsko | 1:2      | 0    |        |
| zákl. skupina | Kanada  | 3:3      | 1    |        |
| zákl. skupina | celkem  | 12:7     | 3    | 2.     |
| čtvrtfinále   | Rusko   | 0:1      |      | 7.     |

Soupiska:
- brankáři: Roman Čechmánek, Dominik Hašek, Milan Hnilička
- obránci: Roman Hamrlík, Tomáš Kaberle, Pavel Kubina, Michal Sýkora, Martin Škoula, Richard Šmehlík, Jaroslav Špaček
- útočníci: Petr Čajánek, Jiří Dopita, Radek Dvořák, Patrik Eliáš, Martin Havlát, Milan Hejduk, Jan Hrdina, Jaromír Jágr, Robert Lang, Pavel Patera, Robert Reichel, Martin Ručinský, Petr Sýkora

### Rychlobruslení
| Jméno        | Disciplína | Čas     | Pořadí |
| ------------ | ---------- | ------- | ------ |
| David Kramár | 1000 m     | 1:14,05 | 43.    |

### Saně
| Jméno          | Disciplína | 1. jízda | Pořadí | 2. jízda | Pořadí | 3. jízda | Pořadí | 4. jízda | Celkem   | Pořadí |
| -------------- | ---------- | -------- | ------ | -------- | ------ | -------- | ------ | -------- | -------- | ------ |
| Michal Kvíčala | muži       | 46,659   | 37.    | 45,932   | 33.    | 46,001   | 33.    | 45,681   | 3:04,273 | 30.    |

| Jméno           | Disciplína | 1. jízda | Pořadí | 2. jízda | Pořadí | 3. jízda | Pořadí | 4. jízda | Celkem   | Pořadí |
| --------------- | ---------- | -------- | ------ | -------- | ------ | -------- | ------ | -------- | -------- | ------ |
| Markéta Jeriová | ženy       | 44,710   | 27.    | 43,764   | 24.    | 43,845   | 22.    | 43,811   | 2:56,130 | 19.    |

### Severská kombinace
| Jméno                                                 | Disciplína         | První kolo | První kolo | Druhé kolo | Druhé kolo | Druhé kolo | Běh na lyžích | Běh na lyžích | Běh na lyžích | Celkem  | Celkem |
| Jméno                                                 | Disciplína         | Body       | Pořadí     | Body       | Celkem     | Pořadí     | Start         | Čas           | Pořadí        | Celkem  | Pořadí |
| ----------------------------------------------------- | ------------------ | ---------- | ---------- | ---------- | ---------- | ---------- | ------------- | ------------- | ------------- | ------- | ------ |
| Pavel Churavý                                         | individuální závod | 114,0      | 18.        | 114,5      | 228,5      | 16.        | +3:15         | 39:56,3       | 25.           | 43:11,3 | 16.    |
| Pavel Churavý                                         | sprint             | 102,5      | 21.        |            |            |            | +1:20         | 16:38,0       | 13.           | 17:58,0 | 15.    |
| Milan Kučera                                          | individuální závod | 109,0      | 27.        | 73,0       | 182,0      | 44.        | +7:08         | 41:24,4       | 39.           | 48:32,4 | 41.    |
| Milan Kučera                                          | sprint             | 100,2      | 26.        |            |            |            | +1:29         | 17:44,5       | 36.           | 19:13,5 | 35.    |
| Ladislav Rygl                                         | individuální závod | 95,0       | 40.        | 94,5       | 189,5      | 41.        | +6:30         | 39:36,5       | 21.           | 46:06,5 | 39.    |
| Petr Šmejc                                            | individuální závod | 113,5      | 19.        | 110,0      | 223,5      | 19.        | +3:40         | 45:33,7       | 44.           | 49:13,7 | 43.    |
| Petr Šmejc                                            | sprint             | 110.4      | 10.        |            |            |            | +0:50         | 17:41,9       | 34.           | 18:31,9 | 24.    |
| Petr Šmejc Milan Kučera Lukáš Heřmanský Pavel Churavý | závod družstev     | 448,0      | 6.         | 444,0      | 892,0      | 5.         | +1:53         | 51:35,8       | 9.            | 53:28,8 | 9.     |

### Short track
| Jméno            | Disciplína | Rozjížďka | Pořadí v jízdě | Čtvrtfinále  | Pořadí v jízdě | Semifinále   | Pořadí v jízdě | Finále       | Pořadí |
| ---------------- | ---------- | --------- | -------------- | ------------ | -------------- | ------------ | -------------- | ------------ | ------ |
| Kateřina Novotná | 500 m      | 47,122    | 4.             | nepostoupila | nepostoupila   | nepostoupila | nepostoupila   | nepostoupila | 27.    |
| Kateřina Novotná | 1000 m     | 1:42,495  | 4.             | nepostoupila | nepostoupila   | nepostoupila | nepostoupila   | nepostoupila | 26.    |
| Kateřina Novotná | 1500 m     | 2:35,438  | 3.             | 2:35,085     | 5.             | nepostoupila | nepostoupila   | nepostoupila | 15.    |

### Skeleton
| Jméno         | Disciplína | 1. jízda | Pořadí | 2. jízda | Celkem  | Pořadí |
| ------------- | ---------- | -------- | ------ | -------- | ------- | ------ |
| Josef Chuchla | muži       | 54,02    | 23.    | 54,64    | 1:48,66 | 24.    |

### Skoky na lyžích
| Jméno                                            | Disciplína            | Kvalifikace | Kvalifikace | Finále      | Finále      | Finále      | Finále      | Finále |
| Jméno                                            | Disciplína            | Body        | Pořadí      | 1. skok     | Pořadí      | 2. skok     | Celkem      | Pořadí |
| ------------------------------------------------ | --------------------- | ----------- | ----------- | ----------- | ----------- | ----------- | ----------- | ------ |
| Michal Doležal                                   | střední můstek        | 91,5        | 36.         | 82,5        | 50.         | nepostoupil | nepostoupil | 50.    |
| Michal Doležal                                   | velký můstek          | 73,1        | 41.         | nepostoupil | nepostoupil | nepostoupil | nepostoupil | 55.    |
| Jakub Janda                                      | střední můstek        | 92,5        | 34.         | 103,0       | 39.         | nepostoupil | nepostoupil | 39.    |
| Jakub Janda                                      | velký můstek          | 89,4        | 29.         | 91,3        | 44.         | nepostoupil | nepostoupil | 44.    |
| Jan Matura                                       | střední můstek        | 95,5        | 32.         | 91,5        | 47.         | nepostoupil | nepostoupil | 47.    |
| Jan Matura                                       | velký můstek          | 79,5        | 37.         | nepostoupil | nepostoupil | nepostoupil | nepostoupil | 51.    |
| Jan Mazoch                                       | střední můstek        | 92,5        | 34.         | 103,0       | 39.         | nepostoupil | nepostoupil | 39.    |
| Jan Mazoch                                       | velký můstek          | 96,8        | 23.         | 102,7       | 36.         | nepostoupil | nepostoupil | 36.    |
| Jan Matura Michal Doležal Jan Mazoch Jakub Janda | velký můstek družstva |             |             | 368,0       | 12.         | 356,6       | 724,6       | 12.    |